# SMS Helgoland (1912.)
SMS Helgoland, brza krstarica (laka krstarica) klase Novare Austro-ugarske ratne mornarice koja je sudjelovala u Prvome svjetskom ratu.